# FCヴィクトリア・ケルン
座標: 北緯50度56分46秒 東経7度01分50秒 / 北緯50.946169度 東経7.030471度
FCヴィクトリア・ケルン（ドイツ語: FC Viktoria Köln）は、ドイツ・ケルンを本拠地とするサッカークラブ。

## 歴史
1904年にFCゲルマニア・カルク（FC Germania Kalk）として設立された。1909年にFCカルク（FC Kalk）と合併し、SVカルク04（SV Kalk 04）となった。1911年にはさらにミュルハイマーFC（Mülheimer FC）と合併し、VfRミュルハイム＝カルク04（VfR Mülheim-Kalk 04）となった。1918年にVfRケルン04（VfR Köln 04）に改名した。1926年に西ドイツサッカーリーグで優勝し、全国リーグに参戦した。
1933年にリーグ再編によって全国リーグが廃止、ガウリーガ・ミッテルライン所属となった。1935年、1937年に優勝したが、全国では揮わなかった。1941年にリーグが分割されると、ガウリーガ・ケルン＝アーヘンに所属した。1943年には戦時統合によってミュルハイマーSV 06（Mülheimer SV 06）と統合され、KSG VfR 04ケルン/ミュルハイマーSV  06（KSG VfR 04 Köln/Mülheimer SV 06）としてリーグに参戦した。ミュルハイマーSV 06も1934年と1940年に同じリーグで優勝した経験があるものの、全国では揮わなかったクラブである。1944-45シーズン中、連合国軍の反攻によってリーグは機能停止となった。

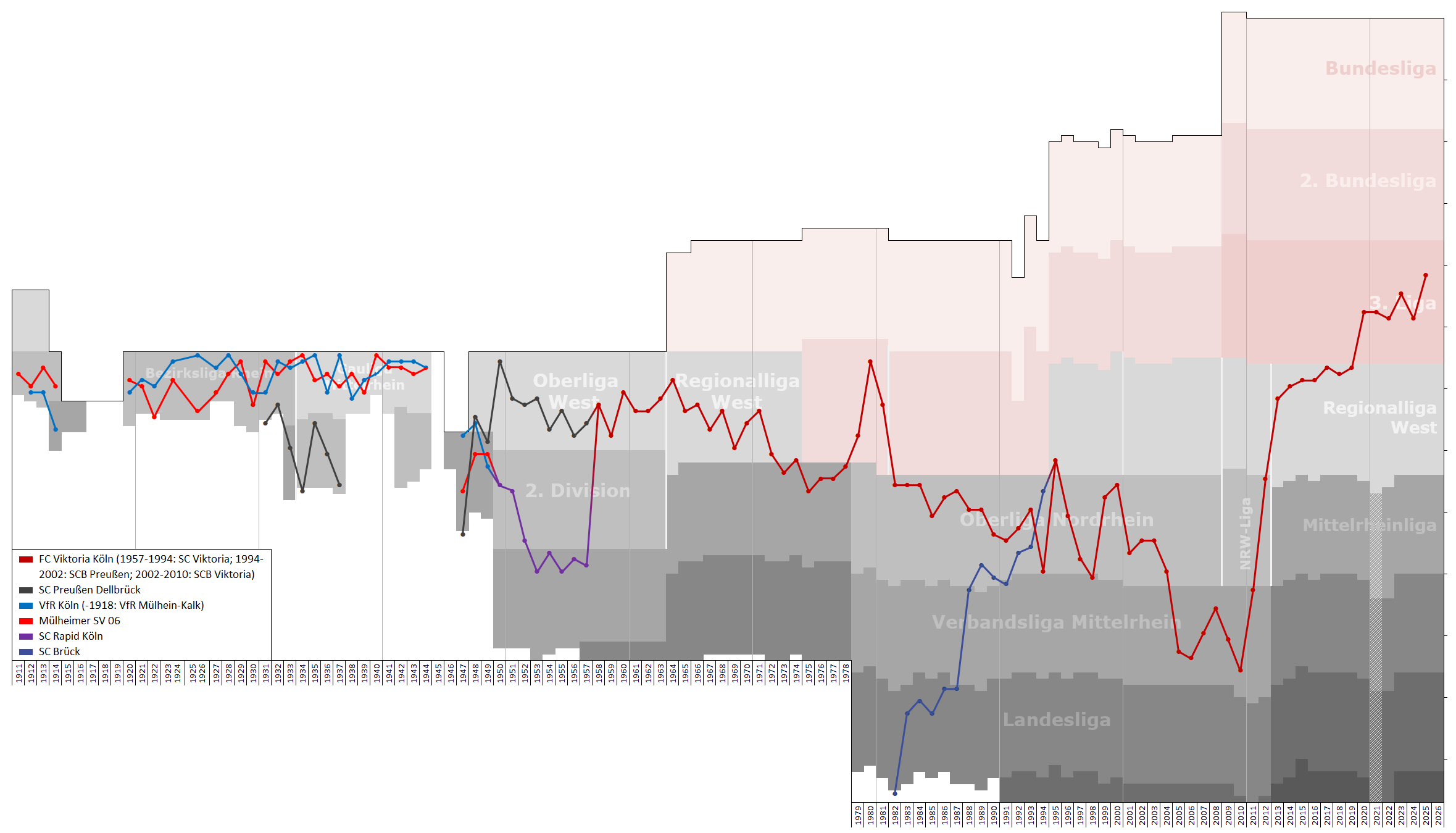
ヴィクトリア・ケルンの戦後のリーグパフォーマンス表

戦後は1948年にVfRケルン（VfR Köln）として活動再開、オーバーリーガ・ヴェストに所属したが、1シーズンで降格した。1949年にミュルハイマーSV 06と再合併し、SCラピード・ケルン04（SC Rapid Köln 04）に改名した。しかし1952年には2部からも降格した。
1957年に1部所属のSCプロイセン・デルブリュック（SC Preußen Dellbrück）と合併し、SCヴィクトリア04ケルン（SC Viktoria 04 Köln）となった。プロイセン・デルブリュックは1950年に全国準決勝進出の経歴を持っているクラブであった。
1962年には市によってインターシティーズ・フェアーズカップ1962-63に臨む代表クラブに選出されたが、1回戦のフェレンツヴァーロシュTCに敗れた。翌年にブンデスリーガが成立したものの参戦出来ず、レギオナルリーガ・ヴェストに所属、それも1970年代に2.ブンデスリーガが成立する頃にはフェアバンズリーガ降格の成績で全く揮わなかった。1978年に2.ブンデスリーガに参戦したが、1981年に降格した。
1994年にSCブリュック（SC Brück）と合併し、SCBプロイセン・ケルン（SCB Preußen Köln）に改名。新たな名前はプロイセン・デルブリュックを意識してつけられた。ただ成績は揮わず、新たに成立したレギオナルリーガからは早々に降格、2000年にオーバーリーガ・ノルドラインで2位につけたのが最高成績であった。2002年にSCBヴィクトリア・ケルン（SCB Viktoria Köln）に改名したが2000年代半ばに5部のフェアバンズリーガ・ミッテルラインに降格すると、2008年には活動停止状態に追い込まれた。
2010年6月22日、破産したSCBヴィクトリア・ケルンのユースチームを買収しFCヴィクトリア・ケルン（FC Viktoria Köln）が設立された。SCB時代の成績を引き継いでランデスリーガからの参戦が想定されていたが、協会側がこれを認めず、最下部であるクライスリーガDからのスタートとなった。しかし2011年2月24日にFCユンケルスドルフを買収、ユンケルスドルフはこのシーズンにオーバーリーガ・ミッテルラインで優勝したため、1年でノルトライン＝ヴェストファーレンリーガにまで昇格した。翌シーズンにも優勝したため、僅か2年で4部のレギオナルリーガ・ヴェストに参戦する事となった。2019年に3.リーガに昇格した。

## クラブ名変遷
- 1904-1909: FCゲルマニア・カルク

1909年にFCカルクと合併
- 1909-1911: SVカルク04

1911年にミュルハイマーFCと合併
- 1911-1918: VfRミュルハイマー＝カルク04
- 1918-1943: VfRケルン04

1943年にミュルハイマーSV 06と戦時統合
- 1943-1945: KSG VfRケルン04/ミュルハイマーSV 06

第二次世界大戦による中断
- 1948-1949: VfRケルン

1949年にミュルハイマーSV 06と合併
- 1949-1957: SCラピード・ケルン04

1957年にSCプロイセン・デルブリュックと合併
- 1957-1994: SCヴィクトリア04ケルン

1994年にSCブリュックと合併
- 1994-2002: SCBプロイセン・ケルン
- 2002-2008: SCBヴィクトリア・ケルン

破産
- 2010-0000: FCヴィクトリア・ケルン

出典:

### 過去のロゴ

#### 1949年

VfR Köln
と
Mülheimer SV 06
が合併し
SC Rapid Köln

#### 1957年

SC Rapid Köln
と
SC Preussen Dellbrück
が合併し
SC Viktoria Köln

#### 1994年

SC Viktoria Köln
と
SC Brück
が合併し
SCB Preußen Köln

#### 2002年

SCB Preußen Köln
が改名し
SCB Viktoria Köln

#### 2007年

SCB Viktoria Köln
がロゴを変えて
SCB Viktoria Köln

#### 2010年

FC Viktoria Köln

## タイトル
- レギオナルリーガ・ヴェスト（4部）: 2016-17, 2018-19
- ノルトライン＝ヴェストファーレンリーガ（5部）: 2011-12
- フェアバンズリーガ・ミッテルライン（5部）: 1997-98
- ミッテルラインポカール（3部～5部）: 2013-14, 2014-15, 2015-16, 2017-18, 2020-21, 2021-22

## 欧州の成績
| シーズン | 大会                                 | ラウンド | 対戦相手                 | ホーム | アウェー | 合計 |  |
| -------- | ------------------------------------ | -------- | ------------------------ | ------ | -------- | ---- |  |
| 1962-63  | インターシティーズ・フェアーズカップ | 1回戦    | フェレンツヴァーロシュTC | 4-3    | 1-4      | 5-7  |  |

## 歴代所属選手
- エーリッヒ・リベック 1962-65